# Плодородна
Плодоро́дна — проміжна залізнична станція 5-го класу Запорізької дирекції Придніпровської залізниці на лінії Запоріжжя I — Федорівка між станціями Федорівка (9 км) та Пришиб (11 км). Розташована в селі Плодородне Мелітопольського району Запорізької області.

## Історія
Станція відкрита 1895 року під час прокладання головного ходу приватної Лозово-Севастопольської залізниці.
У 1969 році станція електрифікована постійним струмом (=3 кВ) в складі дільниці Запоріжжя I — Мелітополь.

## Пасажирське сполучення
На станції Плодородна до повномасштабного російського вторгнення в Україну (з 2022) зупинялися приміські електропоїзди Мелітопольського напрямку. Наразі рух приміських електропоїздів тимчасово припинений.
До 25 жовтня 2020 року на станції зупинявся єдиний нічний пасажирський поїзд № 317/318 «Таврія» сполученням Запоріжжя — Одеса (з 26 жовтня 2020 року скасований).